# Rochester (Wisconsin)
Rochester – wieś w Stanach Zjednoczonych, w stanie Wisconsin, w hrabstwie Racine.